# Phakant

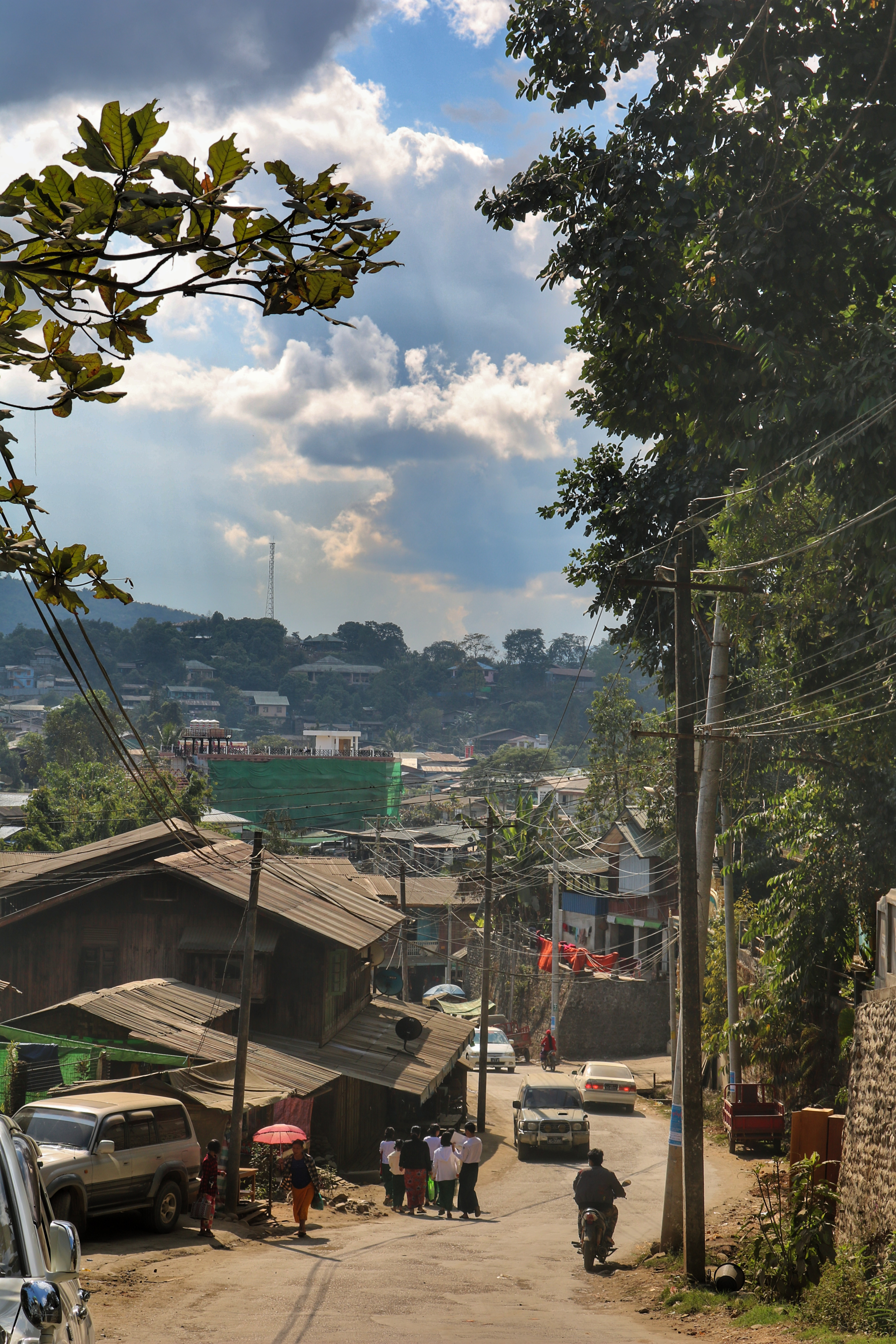
Imagem de um povoado da cidade.

Phakant (em birmanês: ဖားကန့်; também conhecida como Hpakan e Hpakant), é uma cidade no município de Phakant, no estado de Cachim da parte mais ao norte de Myanmar (Birmânia). Ela está localizado no rio Uyu, a 350 km ao norte de Mandalai, no meio de uma das selvas mais inóspitas e infestadas de malária do mundo, cortadas por vários meses por ano durante as monções. É famosa por suas minas de jade, que produzem a jadeita de melhor qualidade do mundo.
Em 2011, eclodiram combates entre o Exército pela Independência Kachin e o Exército de Mianmar na área em torno das minas de jade Hpakant, deslocando cerca de 90 000 pessoas até setembro de 2012 e matando centenas de outras.